# Борнхајм (Рајналанд)
Борнхајм (њем. Bornheim) град је у њемачкој савезној држави Северна Рајна-Вестфалија. Једно је од 19 општинских средишта округа Рајн-Зиг. Према процјени из 2010. у граду је живјело 48.498 становника. Посједује регионалну шифру (AGS) 5382012, NUTS и LOCODE (DE BXH) код.

## Географски и демографски подаци
Борнхајм се налази у савезној држави Северна Рајна-Вестфалија у округу Рајн-Зиг. Град се налази на надморској висини од 55 метара. Површина општине износи 82,7 km². У самом граду је, према процјени из 2010. године, живјело 48.498 становника. Просјечна густина становништва износи 586 становника/km².